# ربيع القاطي
ربيع القاطي (مواليد 24 يناير 1977) هو ممثل مغربي. تخرج من المعهد العالي للفن المسرحي والتنشيط الثقافي، شارك في عدة أفلام سينمائية ومسلسلات تلفزيونية، وكان أول ظهور له من خلال مسلسل شجرة الزاوية سنة 2003.

## أعماله

### مسلسلات
- 2002: صقر قريش
- 2003: شجرة الزاوية
- 2003: ربيع قرطبة
- 2005: خط الرجعة
- 2005: ملوك الطوائف
- 2005: المرسى والبحار
- 2006: علاش يا ولدي
- 2006 - 2009: البعد الآخر
- 2008 - 2015: ساعة في الجحيم
- 2011: إلى الأبد
- 2012: الغريب
- 2016: دار الضمانة
- 2016: الآنسة فريدة
- 2020: المفتش حمادي
- 2020: الإرث
- 2020: الزعيمان
- 2021: أولاد العم
- 2023: لمكتوب
- 2023: رحاليات
- 2024: الشياطين لاتتوب

### أفلام
- 2006: النور في قلبي
- 2006: أبواب الجنة
- 2007: فين ماشي يا موشي
- 2008: حجار الواد
- 2008: بنات رحمة
- 2009: بيتش بويز
- 2010: أحمد كاسيو
- 2010: أولاد البلاد
- 2011: انفصام
- 2012: الطريق إلى كابول
- 2013: الصرخة الأخيرة
- 2014: عودة الماضي
- 2015:  القرية المنسية
- 2015: رهان
- 2016: ليلة غير عادية
- 2016: الأوراق الميتة
- 2017: إشاعة
- 2017: المليار
- 2017: ذاكرة الحب
- 2018: كورصة
- 2019: التقشيرة
- 2019: الماضي لا يعود
- 2020: 30 مليون

## روابط خارجية
- ربيع القاطي على موقع IMDb (الإنجليزية)
- ربيع القاطي على موقع قاعدة بيانات الأفلام العربية
- ربيع القاطي على موقع ألو سيني (الفرنسية)
- ربيع القاطي على موقع قاعدة بيانات الفيلم (الإنجليزية)